# Thunder Hawks de Thunder Bay
Pour les articles homonymes, voir Thunder et Hawks.
Les  Thunder Hawks de Thunder Bay sont une franchise professionnelle de hockey sur glace en Amérique du Nord qui évoluait dans la Colonial Hockey League. L'équipe était basée à Thunder Bay, Ontario, Canada.

## Historique
La franchise est créée en 1991 et joue en Colonial Hockey League jusqu'en 1993. Elle est ensuite renommée les Thunder Cats de Thunder Bay. 

### Saisons en CoHL
Note: PJ : parties jouées, V : victoires, D : défaites, N : matchs nuls, DP : défaite en prolongation, DF : défaite en fusillade, Pts : Points, BP : buts pour, BC : buts contre, Pun : minutes de pénalité
| Saison  | PJ | V  | D  | N | DP | DF | Pts | Classement     | Séries éliminatoires        |
| ------- | -- | -- | -- | - | -- | -- | --- | -------------- | --------------------------- |
| 1992-93 | 60 | 32 | 24 | 4 | -  | -  | 68  | 3e place, CoHL | Défaite en seconde ronde    |
| 1991-92 | 60 | 26 | 28 | 6 | -  | -  | 62  | 3e place, CoHL | Remporte la Coupe Coloniale |